# دافنس و کلوئه
دافنس و کلوئه (فرانسوی: Daphnis et Chloé‎) نام باله‌ای سه صحنه‌ای از موریس راول آهنگساز فرانسوی است.